# Althausschneideturm
L'Althausschneideturm est une montagne qui s’élève à 3 273 m d’altitude dans les Hohe Tauern, à la frontière entre l'Autriche et l'Italie. Il se situe quelques mètres au nord de l'Althausschneidespitze.